# Google X

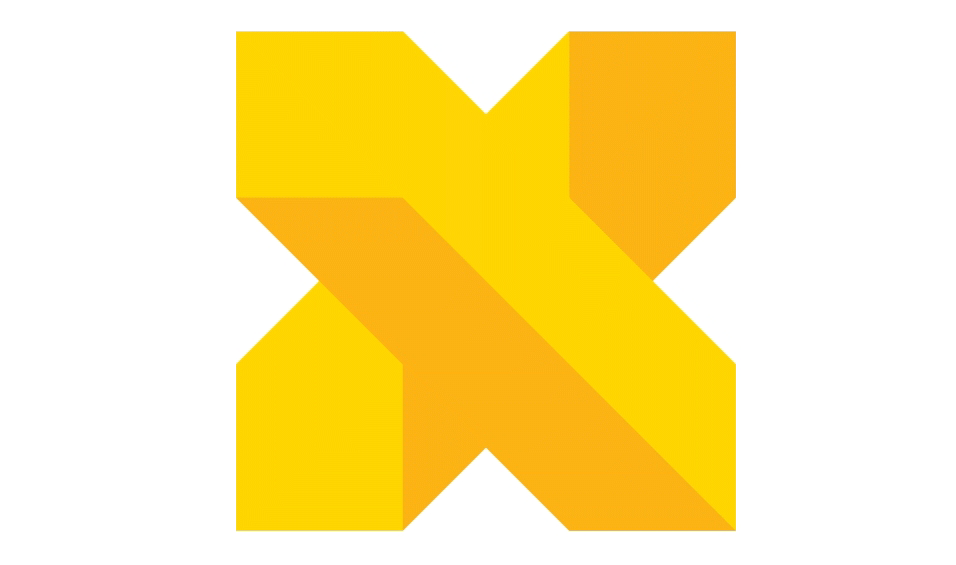
Google X

Google X, hay Google X Lab, đôi khi được viết ký hiệu là Google[x], là một bộ phận bí mật của Google. Google X có hai địa điểm: một tại chính trụ sở Google ở Mountain View, và nơi còn lại nằm đâu đó ở khu vực vịnh San Francisco. Công việc tại phòng thí nghiệm này được Sergey Brin, đồng sáng lập Google, phụ trách.
Sergey Brin đã duyệt danh sách khoảng 100 ý tưởng táo bạo, ngoài những thứ nhiều người đã biết như kính tương tác, xe không người lái, nhận diện giọng nói... còn là dự án thang máy đưa con người di chuyển trong không gian qua ống nano siêu bền dài 35 km, dự án Web of Things (đồ vật kết nối, như bóng đèn tương tác chạy Android), mạng nơ-ron nhân tạo.

## Danh sách các dự án của Google x
| “             | Google X là nơi thực hiện các ý tưởng mạo hiểm nhưng mới mẻ về công nghệ, biến khoa học viễn tưởng thành sự thật | ” |
| — Sergey Brin | |   |

### Project Glass
Google Glass nằm trong dự án Project Glass là một chương trình đang được thí nghiệm và phát triển. Nó là một dạng máy tính có thể mang trên người, với cấu tạo giống như một chiếc kính. Chiếc kính thông minh này có khả năng kết nối với smartphone để thực hiện các tác vụ đơn giản. Những điều có thể làm với Google Glass gồm: tìm kiếm bằng giọng nói, tìm đường đi, chụp và chia sẻ ảnh, video lên mạng xã hội Google+, chat video qua dịch vụ Google Hangout, nhận các cuộc gọi, gửi tin nhắn và chạy các ứng dụng của hãng thứ ba.

### Xe hơi không người lái Google
Xe hơi không người lái là dự án của Google trong đó bao gồm phát triển công nghệ cho xe hơi chạy không cần người điều khiển. Dự án đang được điều hành bởi kỹ sư của Google, Sebastian Thrun, giám đốc Stanford Artificial Intelligence Laboratory và đồng phát minh của Google Street View. Google đã thử nghiệm xe không người lái của hãng từ khoảng năm 2011. Ngày 7 tháng 8 năm 2012, Google đã công bố kết quả thử nghiệm thành công hành trình gần 500.000 km không người lái một cách an toàn.